# فوشية حادة
فوشية حادة (الاسم العلمي:Fuchsia abrupta) هو نوع من النباتات يتبع جنس الفوشية من الفصيلة الأخدرية.